# الحرد (المخادر)

تعديل مصدري - تعديل

الحرد هي إحدى قرى عزلة ذاري عثمان بمديرية المخادر التابعة لمحافظة إب، بلغ تعداد سكانها 704 نسمة حسب تعداد اليمن لعام 2004.